# Horthy Miklós megítélése

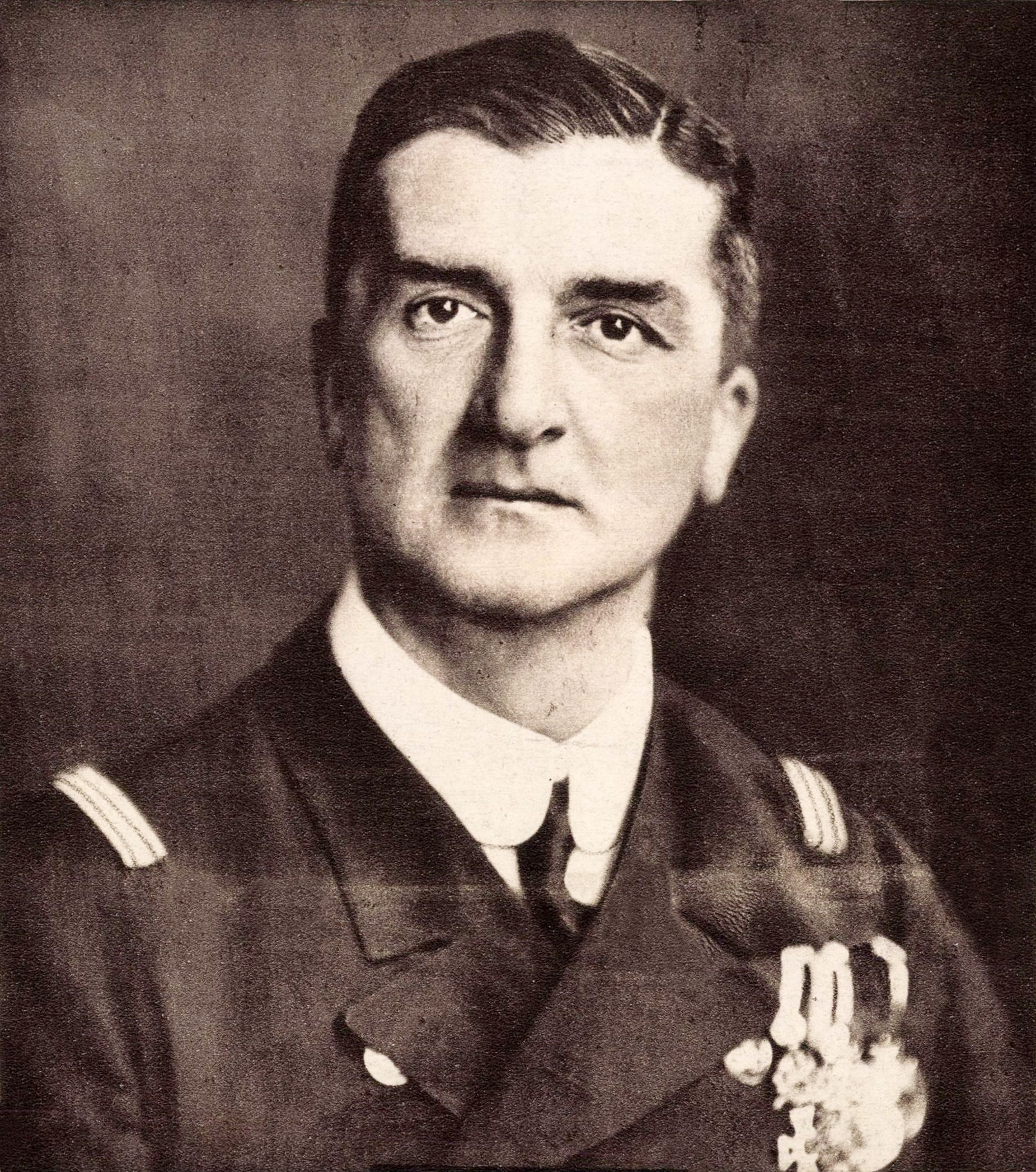
Horthy Miklós (1918), Magyarország kormányzója 1920 és 1944 között

Horthy Miklós pályafutásának egyes szakaszait itthon és külföldön – a történészi elemzések többsége szerint – erősen túlzó vádak érték, legelőször az egykori „kisantant” propagandistái, majd a második világháború utáni marxista történetírás szerzői és ideológusai révén. Horthyt minősítették többek között fasisztoidnak, diktatórikusnak és népnyúzónak.
A rendszerváltás után a magyarországi történetírás szakított a korábbi szemlélettel és mostanra jóval objektívabb Horthy-képet tudott kialakítani.

## Az 1920-as évek elején
Az 1920-as évek elején három egymásnak ellentmondó Horthy-kép élt.

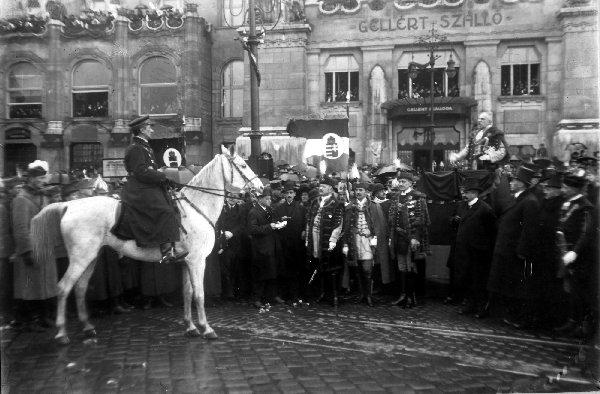
Horthy Miklós országmentő fehér lovon

Országmentő az elitcsoportok, a szocializált vagyonú tulajdonosrétegek, a Tanácsköztársasággal szembekerült kisemberek és a keresztény-nemzeti beállítottságú emberek szemében volt. Számukra Horthy a legnagyobb történelmi alakokkal volt egyenértékű. Ennek az okai a következők voltak: Károlyi Mihály hadügyminisztere, Linder Béla alatt a “Nem kell hadsereg többé! Soha többé katonát nem akarok látni!” katonapolitika jegyében a magyar hadsereget leszerelték, így az ország gyakorlatilag védtelen maradt. Ennek következménye teljes összeomlás lett mikor a kisantant országok megtámadták Magyarországot. A katonai ellenállás teljes hiánya, majd a Károlyit követő, nyugat számára nemkívánatos Tanácsköztársaság tovább rontotta Magyarország esélyeit a trianoni béketárgyaláson. Emellett a vörösterror keltett sokakban visszatetszést. Horthy alakjában így az „országvesztőket” követő megmentőt látták.
Véreskezű gyilkos a kommunisták, liberálisok és demokraták szemében volt. Ennek leginkább a vörösterrorra válaszul érkező fehérterror volt az oka. Ennek során nemcsak a forradalmárok, hanem gyakran ártatlan zsidók is áldozatul estek. Ez utóbbi oka főként az volt, hogy a Tanácsköztársaság vezetői többnyire zsidó származásúak voltak és a különítményesek párhuzamot vontak köztük és az ártatlan zsidók között. A fehérterror során a vörösterrorhoz hasonlóan számos bűncselekményt is elkövettek. A baloldaliak így Horthyban a legnagyobb csapást látták és csapatai tevékenységét modern tatárjárásként jellemezték. Horthy neve fővezérként mindenképp a fehérterrorhoz köthető. Nem bizonyítható, hogy a gyilkosságokhoz közvetlen köze lett volna, de mint fővezér sokáig nem lépett fel kellő szigorral a fegyelmezetlen Nemzeti Hadsereg kilengései és gyilkosságai ellen. Összességében kijelenthető, hogy a fehérterrorban felelős, azonban annak mértéke vitatható. Ugyancsak joggal vethető fel a kérdés, hogy a még meg nem szilárdult hatalmát a kilengéseket elkövető tisztek szigorú felelősségre vonása mennyiben veszélyeztette volna. Horthy eltávolítása esetén Magyarország katonai megszállása elhúzódott volna, mely már így is hatalmas károkat okozott. Kormányzóvá választása után az általa választott, mérsékelt irányvonalat képviselő Teleki Pál és Bethlen István segítségével sikeresen felszámolta a különítményeket.
Felségáruló a katolikus felsőpapság, az arisztokraták és a nagypolgárság egy részének, illetve egyes katonatiszti csoportok és a hozzájuk kötődő középrétegek szemében volt. Ennek az oka nem a fehérterror volt, hanem IV. Károly 1921-es visszatérési kísérletének megakadályozása, valamint december 6-ai trónfosztása. A Habsburg-pártiak Horthy kormányzóságát csak átmeneti megoldásnak tartották.  1920. június 4-én megtörtént a trianoni békeszerződés aláírása, novemberben a ratifikálása. Ekkor sokan úgy látták elérkezett az idő a király törvényes hatalomátvételére. Híveire és saját ambíciójára hallgatva IV. Károly kétszer próbált meg visszatérni a magyar trónra. Horthy ugyan elismerte IV. Károlyt törvényes uralkodónak, azonban a körülményekre hivatkozva márciusban lebeszélte tervéről, októberben pedig fegyverrel kényszerítette az ország elhagyására. Ebben jelentős szerepe volt annak, hogy míg Horthy személye elfogadott volt az antant hatalmak által, addig a Habsburg-restauráció az antant és a kisantant számára elfogadhatatlan volt és valószínűleg katonai beavatkozást váltott volna ki. A kisantant ezen szándékát jegyzékekkel és ultimátummal erősítette meg. A király fegyveres hatalomátvételi kísérlete számos királypárti vezető néhány hónapos bebörtönzéséhez vezetett. A királypártiak (legitimisták) előbb IV. Károlyhoz, halála után annak feleségéhez, Zitához, majd Ottóhoz való hűségük és ragaszkodásuk számos jelét adták. Jelentőségük rohamosan csökkent.

## Az országépítő és hongyarapító kormányzó
Horthy kultusza 1938 és 1943 között érte el a csúcsát. Hat év alatt 28 kiadványt adtak ki a kormányzóról Magyarországon és külföldön (az azt megelőző 18 évben ez a szám 17 volt). Az első ezek közül báró Doblhoff Lily 300 oldalas életrajza volt, melyet a kormányzó 70. születésnapjára adtak ki. Ez volt az első mű, mely részletesen tárgyalta Horthy gyermekkorát, tengerészéveit és udvari szolgálatát, a világháborús eseményeket, fővezéri és kormányzói tevékenységét. 
Horthy népszerűségének és sikereinek csúcspontját az 1938 és 1941 közötti területi revíziós sikerek jelentették. 1938-ban az első bécsi döntéssel a Felvidék, majd 1940-ben a második bécsi döntéssel Erdély északi része tért vissza Magyarországhoz. Emellett a közhangulatot jelentősen befolyásolta a gazdaság nagyarányú fejlődése, mely a nagy gazdasági világválság után 1938-tól következett be. A német piac a fontosabb mezőgazdasági termékeket szinte korlátlanul vette fel és hadiipari konjunktúra épült ki. Ez utóbbit még nem érintette különösebb nyersanyaghiány. A mezőgazdaságban és az iparban teljesen megszűnt a munkanélküliség. A reálbérek még 1940-ben is emelkedtek és az infláció alacsony szintű maradt. Teleki folytatta a korábban megkezdett szociális reformokat, mellyel a parasztság és a munkásság helyzetén szeretett volna segíteni. 1940-ben került sor az Országos Nép- és Családvédelmi Alap létrehozására. 1940 és 1944 között sikeres lakásépítési akcióba kezdtek. Ennek során 12 ezer lakást építettek, többnyire sokgyermekes családok részére. A földkérdést is sikerült rendezni. A miniszterelnök elfogadtatta az országgyűléssel a kishaszonbérleti törvényt (1940. évi IV. tc.). Ez előirányozta 1,5 millió hold föld felosztását kishaszonbérleti és házhely formában. Ez ugyan a szakemberek szerint elmaradt a kívánatostól, de a Nagyatádi Szabó István által végrehajtott földreform kivitelezésénél jobban sikerült. Az 1930-as években az iskolázottság emelését tűzték ki célul. Ennek következtében 1939-ben a népi származású egyetemi és főiskolai hallgatók számaránya már 20% körüli volt. A Teleki-kormány kötelezővé tette a nyolcosztályos népiskola elvégzését. 1940. február 1-jén a Turul Szövetség kezdeményezésére megnyílt a Bolyai Kollégium a szegényebb, paraszti származású diákok támogatása céljából. A fentiek eredmények jelentős mértékben hozzájárultak ahhoz, hogy a szélsőjobboldal állandó nyomása alatt álló Teleki stabilizálhatta az ország helyzetét. A fejlesztéseknek és a kutatók megbecsülésének köszönhetően Szent-Györgyi Albert 1937-ben, Magyarországon végzett kutatási eredményeiért fiziológiai és orvostudományi Nobel-díjat kapott. A mai napig Szent-Györgyi volt az egyetlen magyar tudós, akit a magyar állam támogatott és Magyarországról utazott Stockholmba a Nobel-díjat átvenni. Isépy Dezső szerint az irodalmi életben nem volt cenzúra. A vallásgyakorlás nem volt korlátozva. A közbiztonság példaértékű volt. Ismeretlen volt a megvesztegetés és a korrupció. Ugyanakkor Móricz: Rokonok című műve is elismert korrajz az uram-bátyám viszonyokról, korrupciós perek is voltak, a Horthy-korszak filmes intézményrendszerének szerves részét képezte a cenzúra, különösen az 1930-as évek végétől.
Horthy-rendszernek nem volt könnyű dolga az első világháború után. Sikerült az országot fenyegető, teljes külpolitikai elszigeteltségből kitörnie a nagyhatalmak és a kellemetlenkedő szomszédos országok ellenére. A magyar államadósságot az időszak felére kifizették, és a gazdák összes tartozását sikerült elengedni. Mindenkire egyaránt vonatkozó szociális ellátórendszert építettek ki. A nyugdíj- és betegbiztosítók a biztonságos működéshez szükséges tőkével lettek ellátva. A cukorbetegek ingyenes gyógyszerellátásban részesültek. A gazdaságot, a nagy gazdasági világválság előtt és után sikerült felvirágoztatni. Magyarország lakossága az 1920 és 1937 közötti időszakban 1 639 479 fővel növekedett. Az alap- és középfokú iskolák száma 7418-ról 13780-ra emelkedett. Az óvodák száma pedig 975-ről 1140-re emelkedett. A meglévő 187 kórház mellé újabb 160 épült. Az orvosok száma megkétszereződött. 2628 km elsőrendű országút épült és a vasútvonalak hossza elérte a 8671 km-t. Magyar találmány felhasználásával 243 km-t villamosítottak. Magyarország világelső lett a dízelmozdonyok gyártásában! A Duna-tengerjáró flották összekötötték víziútjainkat a világtengerekkel. Budapestből (gyógy)fürdőváros vált. Nyaralótelepek épültek a munkásoknak a Dunakanyarban és a Soroksári-Duna-ágban. A köztisztviselőknek pedig a hegyvidékes területeken és a Balatonnál. A vonatközlekedés rendkívül olcsó volt, elősegítve a hétvégi kirándulásokat. A köz szolgálatában dolgozók (közüzemek dolgozói, köztisztviselők és közalkalmazottak) vasúti, üdülési, biztosítási, közüzemi díjbéli és egyéb kedvezményeket kaptak. A magyar pengő hosszú időn keresztül a világ egyik legértékállóbb valutája volt. A fenti adatok az 1920 és 1937 közötti időszakra vonatkoznak.
A szocialista rendszer a Horthy-rendszert a „hárommillió koldus országának” nevezte.
Ez azonban leginkább a nagy gazdasági világválságnak volt köszönhető és annak hatását (a fenti részben már olvasott) szociális intézkedések sorozata követte. Az ország politikai téren önállóságra törekedett. A szélsőséges pártok működését sikerült korlátok közé szorítani. Természetesen emiatt a Horthy-rendszer nem volt modern értelemben vett demokrácia, de a mai gondolkodásmódot egy korábbi korra visszavetíteni tudatlanság és rosszindulat kérdése. Horthy ezen cselekedete azonban stabilitást adott az országnak. Döntésének helyességét és a felforgató tevékenységet folytató személyek bebörtönzését a későbbiekben mind Szálasi Ferenc, mind Rákosi Mátyás későbbiekben igazolta.
Dr. Móricz Miklós, a kor jeles szakértőjének számításai szerint ebben az időben 2,8 millió ember tartozott a koldus kategóriába, amelyből 1,145 milliót (280 ezer családot) tett ki a törpebirtokosok rétege. Nekik a fő jövedelmi forrásuk az volt, hogy egytől öt holdig terjedő földjükön a maguk számlájára és veszélyére gazdálkodtak.

## A dinasztiaalapító
Horthyt elvei megakadályozták abban, hogy diktátor legyen. Jogkörének kiterjesztésére azonban gondolt és a kormányzói méltóságot családján belül szerette volna átörökíteni. Környezete a dinasztiaalapítás gondolatát is felvetette. Ezt mind a királypártiak, mind a szélsőjobboldal ellenezte. Az utóbbi legfőképp Horthy angolbarátsága miatt ellenezte ezt. Ennek hatására 1942-ben Horthy idősebb fia, István csak kormányzóhelyettessé lett megválasztva. Nemsokára bekövetkező tragikus halála azonban újra felvetette az utódlás kérdését. Többek ekkor az elhunyt István fiát szerették volna királlyá, fejedelemmé vagy kormányzóhelyettessé választani, aki ekkor kétéves volt. A királypártiak és a konzervatívok a döntés elhalasztását szerették volna. Véleményük szerint a háború befejezése után Habsburg Ottót, vagy az olasz királyi család egyik tagját, esetleg a kormányzót, illetve egyik családtagját kellett volna királlyá választani. Felmerült még Horthy vejének ifjabb Károlyi Gyulának a neve is. Károlyi élvezte a kormányzó bizalmát, emellett a katolikus lévén a katolikus körök is elfogadható jelöltnek tartották. Tudvalevő, hogy Horthy és családja református vallású volt. Sokan őt tartották legesélyesebbnek Horthy utódjának. 1942-ben azonban ő is életét vesztette repülőszerencsétlenségben.

## Politikai emigráns
Tekintve, hogy Magyarország a második világháború után a Szovjetunió érdekszférájába került, az addigi elit visszakerülése a hatalomba meghiúsult. Horthyt a németek már 1944. október 16-án lemondatták és helyére a szélsőjobboldali Szálasi Ferenc került. A németek Bajorországban határozták meg Horthy és családja tartózkodási helyét. Innen 1949-ben a portugáliai Estorilba költöztek. 1952-ben befejezte emlékiratait. Az 1956-os forradalom híre előbb fellelkesítette, ám annak későbbi kudarca nagyon megviselte Horthyt. Nem sokkal ezt követően 1957. február 9-én hunyt el Estorilban.

## Ellenkultusza a szocializmus alatt
Miközben Horthy politikai emigránsként letelepedett Portugáliában, addig tevékenységének és szerepének magyarországi megítélése alapvetően megváltozott. Az 1944-1945 utáni időszakban azok, a Szovjetunió által támogatott baloldali pártok kerültek hatalomra, melyek 1919 végén és 1920 elején „véreskezű gyilkosként” tekintettek Horthyra. A második világháború eseményei ezt az érzést tovább fokozták bennük. Mivel Horthy kultusza tovább élt a magyar társadalomban, ezért az új rendszer módszeresen próbálkozott ellenkultuszának kialakításával. Ennek megfelelően Horthy minden érdemét elvitatták és a Horthy-rendszert a magyar történelem mélypontjaként mutatták be.

### Az 1950-es és 1960-as évek: A „mélypont”
1951 A marxista magyar történetírás „A magyar nép története” című 1951-es kiadása, melyet sokáig középiskolai tankönyvnek is használtak így jellemzi a Horthy-rendszert és előzményeit: a Nemzeti Hadsereget „tömeggyilkos bandának” nevezte, mely az Osztrák–Magyar Monarchia „népellenes tisztjeiből, kulákokból, és a társadalom lezüllött söpredékéből” alakult. Horthy „a Habsburgok egykori szolgálója”, „a cattarói matrózok felkelésének leverője”, valamint az „antant-imperialistákkal” és „bandájával” közösen felelős a „fehérterror rémtetteiért”. „Törve beszélt magyarul”, valamint „munkásgyűlöletéről, szovjetellenességéről” volt közismert. A Horthy-rendszer „első pillanattól kezdve fasiszta rendszer”, Horthy maga pedig „véreskezű katonai diktátor” volt. A Jugoszlávia ellen intézett támadásért és a Szovjetunió elleni „rablóhadjáratért”, a német megszállás harc nélküli tudomásulvételéért, a háborúból való kiugrási kísérlet sikertelenségéért, a vidéki zsidóság deportálásáért és Szálasi hatalomra jutásának legitimálásáért is felelős.
1964 Bár a magyar történetírás az 1956-os forradalmat követően pontosabbá válhatott, azonban Horthy megítélését érintően nem sok változás figyelhető meg. Ránki György szerint Horthy „önállótlan, könnyen befolyásolható, környezete által irányított, szűk látókörű, a dolgozó osztályokkal szemben úri megvetést tanúsító, nyers katona volt”. Fővezéri tevékenysége alatt „a brutális és véreskezű tiszti és kulákbandák terrort, rémuralmat teremtettek az országban”. „A fegyveres erőre és a tiszti bandákra támaszkodva[…] Horthy nyíltan magának követelte az államfői hatalmat”. Ezt „fenyegetések és a fegyveres erő közvetlen közreműködése segítségével” érte el, úgyhogy „a Parlament épületét, sőt, az üléstermet is felfegyverzett katonatisztek szállták meg”. Ránki emellett tényként említette, hogy Somogyi Bélát és Bacsó Bélát „Horthy utasítására” gyilkolták meg. Ránki ezen állítása nem bizonyítható. A háborúból való kiugrási kísérletet illetően bírálta a baloldali erők mellőzéséért, illetve proklamációja visszavonásáért. Szálasi Ferenc kinevezésével pedig „még egy utolsó szolgálatot tett a németeknek”. Javára írható viszont, hogy a világháború után elsőként tárgyilagosságra törekedett a zsidók deportálását érintően. Megállapítja, hogy ebben a kérdésben Horthy „szabad kezet adott a kormánynak”. Utalt arra, hogy Horthy július elején a tiltakozások hatására leállította a deportálásokat és ezzel megmentette a budapesti zsidóságot.

### Az 1970-es és 1980-as évek: „A tárgyilagosabb megítélés időszaka”
1976 Az 1976-ban megjelent új magyar történeti szintézis 8. kötetéből kimaradt a korábbi valótlanságok és rosszindulatú túlzások többsége. L.Nagy Zsuzsa miniportréja szerint Horthy azért válhatott 1919-ben fővezérré, mert „ismert nevű katona” volt és határozottságával nagy hatást tett a Szegeden gyülekező tisztekre. „A legfőbb közméltóságba való emelkedését az 1920 elejére kialakult viszonyoknak, belpolitikailag a katonai csoportoknak, nemzetközileg az angol politikai támogatásnak köszönhette.” „Negyedszázadon keresztül […]azért őrizhette meg pozícióját, mert kormányzóként […] eltávolodott a szélsőjobboldali katonai csoporttól […] és alkalmazkodott az uralkodó osztályok általános érdekeihez.” A szerző megjegyzi, hogy a fehérterrorban részt vevő különítményeket „Horthy jóváhagyásával” számolták fel és IV. Károly visszatérése azért sem volt lehetséges, mert „az antant egyértelműen kiállt Horthy mellett”. Juhász Gyula utalt rá, hogy a már jogilag megszűnt Jugoszlávia esetében a délvidéki bevonulásra a Legfelsőbb Honvédelmi Tanács döntése, tehát nem Horthy parancsa alapján került sor. 1944 márciusában „először megdöbbenéssel és felháborodással utasította vissza a megszállást”, amit csak heves viták és súlyos lelki tusa után vett tudomásul. Juhász ugyancsak megemlíti, hogy júliusban „a további deportálásokat leállította”, ezzel megmentve a budapesti zsidóságot.

## A rendszerváltás után
A rendszerváltás után a magyarországi történetírás szakított a korábbi szemlélettel és mostanra jóval objektívabb Horthy-képet tudott kialakítani. Tevékenységének főbb elemeit illetően többnyire megegyeznek a történészek nézetei, azonban számos kérdésekben még mindig nincs egyetértés közöttük. Ilyen például az antiszemitizmushoz való viszonya. A Medián Közvéleménykutató Intézet 1999-es felmérése szerint a magyar lakosság körében a megkérdezettek 9%-a tartotta Horthyt a 3 legpozitívabb magyar politikusok egyikének, 41%-a pedig a 3 legrosszabb egyikének. A 2006-ban végzett felmérésük szerint a megkérdezettek 18%-a inkább pozitívnak, 48%-a inkább negatívnak tartja tevékenységét. A baloldali és a liberális szavazók megítélése sokkal rosszabb Horthy irányában, mint a jobboldaliaké. A Medián és Hankiss Elemér 2007 végén végzett felmérése során a 7. legalkalmasabb államférfinak találtatott Horthy személye a magyar történelmi alakok közül.
Magyarország első köztéri Horthy-szobrát 2012. május 13-án avatták fel a Somogy megyei Kerekiben. A fából készült egész alakos szobrot az avatást követően pár nappal a zsidó származású Dániel Péter budapesti ügyvéd vörös festékkel leöntette, majd tettét Facebook profilján hirdette. A szobrot azóta helyreállították, és kamerával folyamatosan őrzik.
Bár a magyar zsidóság egy része (főleg Budapesten) neki köszönheti a megmenekülését, ugyanakkor sokan Horthy felelősségét hangoztatják a többszázezer vidéki zsidó deportálásáért és haláláért.
Elie Wiesel Nobel-békedíjas erdélyi születésű zsidó származású holokauszttúlélő 2012-ben azt nyilatkozta „Horthy Magyarország kormányzójaként hatszázezer magyar zsidó deportálásáért volt felelős, akiket Auschwitzba szállítottak. Valami rettenetes tévedés van abban, ha valaki ezek után rehabilitálni akarja őt.”
Jeszenszky Géza történész a következőket nyilatkozta 2010-ben:
Tisza István és Horthy Miklós, Károlyi Mihály és Kádár János megítélésekor ma is indulatok csapnak össze, és hiába születik róluk akár a legalaposabb, minden elfogultságtól mentes életrajz, monográfia, nem fogja meggyőzni azokat, akiknek nagyon jó vagy nagyon rossz véleményük van ezekről a személyekről. (Jeszenszky Géza történész véleménye, 2010)